# Чекалов, Владимир Яковлевич
Владимир Яковлевич Чекалов (1924, Нижне-Чирская, Царицынская губерния — 1969, Тамбов) — советский хозяйственный, государственный и политический деятель.

## Биография
Родился в 1924 году в станице Нижне-Чирской. Член КПСС с 1943 года.
В 1943 году окончил Камышинское танковое училище, до конца войны воевал на 2-м Украинском фронте. Участник Великой Отечественной войны. 
С 1946 года — на хозяйственной, общественной и политической работе. 
В 1946—1969 годах — председатель, 1-й секретарь райсовета Осоавиахима в ст. Нижне-Чирская Сталинградской области, слушатель.
С 1948 года — слушатель, с 1949 года — секретарь парткома Центральной комсомольской школы при ЦК ВЛКСМ. 
С 1951 года — на партийной работе в Московской области. 
В 1952 году — делегат XIX съезда КПСС.
В 1958—1961 годах — заместитель начальника Девятого управления КГБ при СМ СССР.
С 8 декабря 1961 по 2 июня 1967 года – начальник Девятого управления КГБ при СМ СССР. 
В 1964 году участвовал в отстранении Н. С. Хрущёва от власти, за что 10 декабря 1964 года получил звание генерал-лейтенанта (либо генерал-майора).
В 1967 году освобождён от должности как «шелепинец», якобы «за пьянку, бытовые дела».
В 1967—1969 годах — заместитель начальника УКГБ по Тамбовской области.
Умер в Тамбове в 1969 году.